# Marinus van der Lubbe

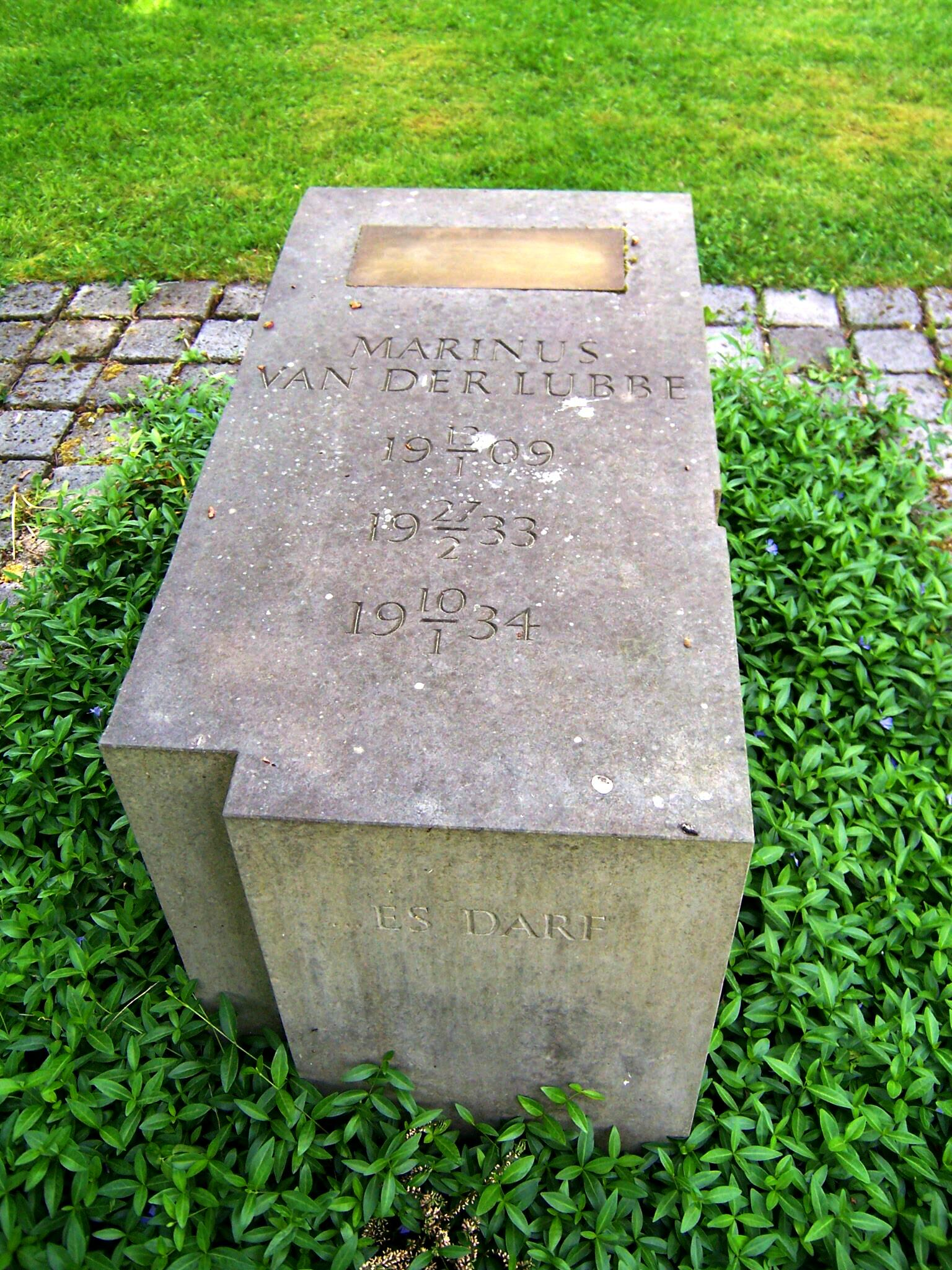
Minnessten på Leipziger Südfriedhof.

Marinus van der Lubbe, född 13 januari 1909 i Leiden, död 10 januari 1934 i Leipzig, var en nederländsk kommunist. Han är känd för att ha dömts för att ha anlagt riksdagshusbranden i Berlin år 1933.

## Biografi
van der Lubbe gick 1925 med i Nederländernas kommunistiska parti men utträdde ur partiet 1931 efter en konflikt.
Efter Adolf Hitlers Machtübernahme i slutet av januari 1933 reste Marinus van der Lubbe till Berlin och uppmanade där till aktivt motstånd mot den nazistiska regimen. Den 27 februari 1933 arresterades han för att ha startat riksdagshusbranden och förklarade sig som ensam förövare. Efter en rättegång dömdes van der Lubbe den 23 december 1933 till döden för högförräderi. Han avrättades med giljotin den 10 januari 1934 i Leipzig.
Omständigheterna kring branden är dock oklara. van der Lubbe frikändes postumt i januari 2008 av en domstol i Berlin med hänvisning till att han inte givits en rättvis process, samtidigt som det betonades att han inte nödvändigtvis skulle ses som oskyldig till brottet ifråga. År 1999 restes åt Marinus van der Lubbe en minnesvård i Leipzig samt minnesmärken i Leiden och Berlin.